# 善願寺 (宇都宮市)
善願寺（ぜんがんじ）は、栃木県宇都宮市南大通り一丁目にある天台宗の寺院。山号は福寿海山。本尊は如意輪観音。善願寺はまた宇都宮大仏（大豆三粒の金仏）で知られる寺院であり、宇都宮の小名所となっている。

## 歴史
善願寺は、796年（延暦15年）に征夷大将軍の坂上田村麻呂が如意輪観音を祀ったことに始まるとされ、現在も下野三十三観音霊場の第十七番札所となっている。なお、現在本尊とされている如意輪観音像は後年の作で、田村麻呂の時代のものではないとされる。平安時代末期に仁和寺の法親王が隠れ住み、地中に埋まった観音像を石の箱に納めたとされる。1504年頃、荒廃した伽藍を舜海法印が整えた。

## 境内
- 本堂
  - 阿弥陀如来
  - 如意輪観音（御室観音）[1]
- 銅造盧舎那仏坐像（宇都宮大仏・大豆三粒の金仏〈かなぶつ〉）
- 十九夜塔（安政6年銘。女人講が造立した）

## 文化財

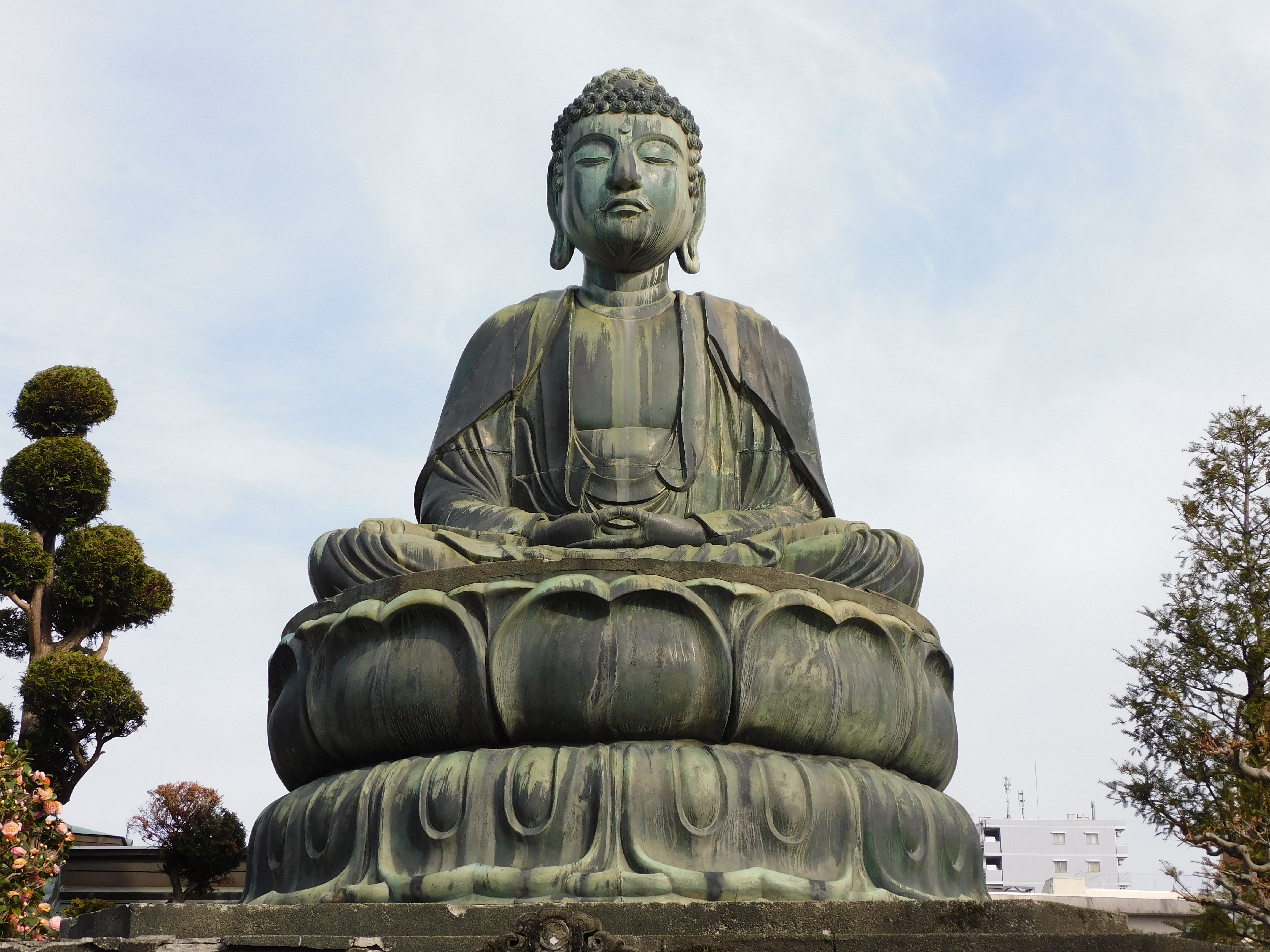
銅造盧舎那仏坐像（宇都宮大仏、大豆三粒の金仏）

銅造盧舎那仏坐像は宇都宮市の指定文化財である。1735年（享保20年）に善願寺を中興した第12世の栄鈷上人の発願によって建立された。像の高さは3.6メートル、台座の高さは1.6メートル。善願寺の盧遮那仏は法界定印を結んでいるが、釈迦を盧遮那仏と考える立場で造られた。10枚の蓮弁のうち5枚に次の銘が陰刻されている。
由来は1720年（享保5年）と翌年に江戸の火事が起こり、栄鈷和尚が大仏を造る発願をした。資金が不足して困っていた時、善願寺に行脚僧の円淳が訪れた。栄鈷和尚が円淳に願いを打ち明けて相談すると円淳は3粒の大豆を取り出して「これを境内に蒔いて実った大豆を多くの人に分けて増やしてゆけば、やがて資金が得られるだろう」と教えて喜捨した。栄鈷和尚と弟子の貫栄はすぐに実行し10年後に大仏を造ることができた。「土や石積もれば冨士の山となる、豆も仏となるとこそきけ」という和歌も作られた。

## アクセス

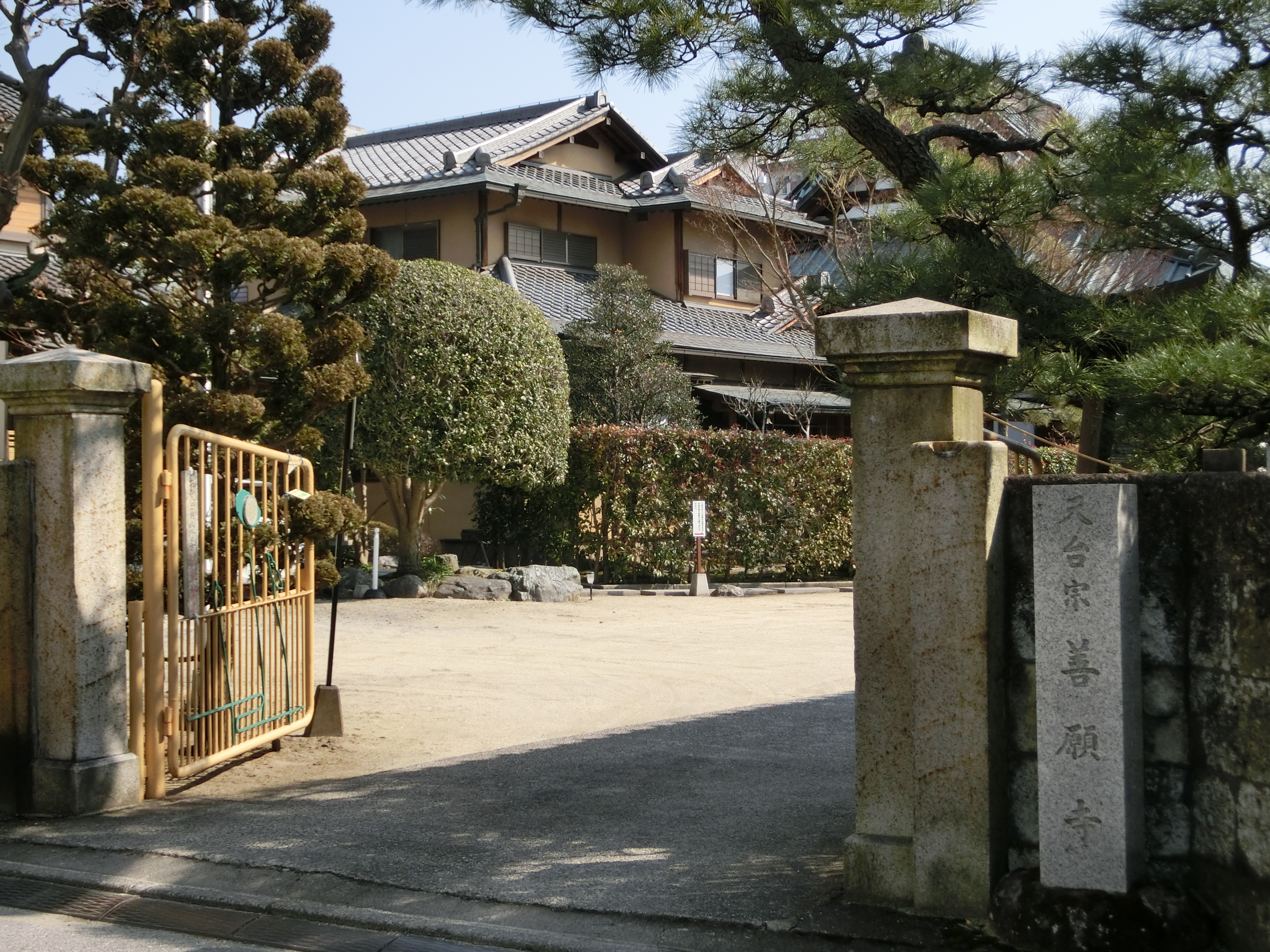
山門

- JR宇都宮駅西口から徒歩15分（西口ペデストリアンデッキを渡り、宮の橋交差点を左折。直進して南大通り4丁目交差点を右折して次の信号の手前右手）